# Oberlauf des Schirningbaches mit Zubringerbächen sowie Unterlauf des Enzenbaches
Oberlauf des Schirningbaches mit Zubringerbächen sowie Unterlauf des Enzenbaches este o arie protejată (sit de importanță comunitară — SCI) din Austria întinsă pe o suprafață de 29,35 ha, integral pe uscat.

## Localizare
Centrul sitului Oberlauf des Schirningbaches mit Zubringerbächen sowie Unterlauf des Enzenbaches este situat la coordonatele 47°06′11″N 15°15′55″E / 47.103°N 15.2652°E.

## Înființare
Situl Oberlauf des Schirningbaches mit Zubringerbächen sowie Unterlauf des Enzenbaches a fost declarat sit de importanță comunitară în decembrie 2018 pentru a proteja 1 specie de animale.

## Biodiversitate
Situată în ecoregiunile alpină și continentală, aria protejată nu include niciun habitat protejat.
La baza desemnării sitului se află o specie protejată de  nevertebrate: Cordulegaster heros.